# فينج شوي

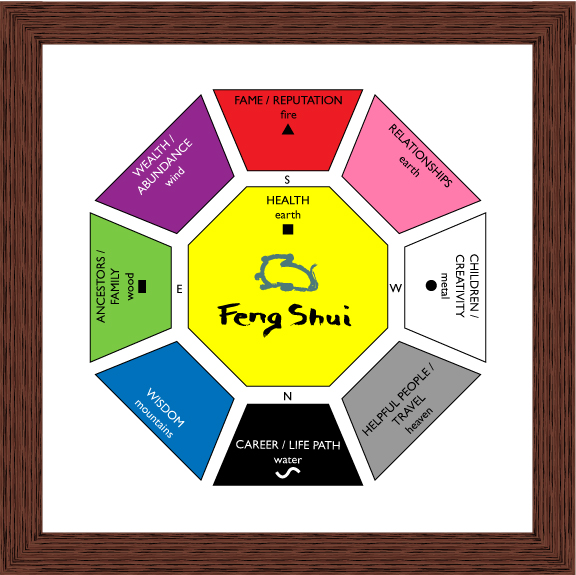
فينج شوي

الفينج شوي أو الفنغ شوي (بالإنجليزية: Feng Shui) هي فلسفة صينية نشأت منذ حوالي 4000 سنة مضت وهي فن التناغم مع 
الفضاء المحيط وتدفقات الطاقة من خلال البيئة والتصالح مع النفس ومع الطبيعة المحيطة بالإنسان وبذلك يستطيع التعايش بشكل إيجابي بدون توتر.
الطاقة هنا هي المتولدة من الأثاث والعوامل المحيطة بالإنسان والتي تؤثر على حياة الإنسان وصحته ومزاجه وعلاقاته بالآخرين وكل ما يحيط به.
مبدأ الفينج شوي يقوم على فكرة انبعاث الطاقة وامتصاصها ويعتمد على الباجوا (بالإنجليزية: Bagua) وهي الخارطة التي تترجم حركة الطاقة وتوزيعها في تسعة محاور كل منهم يرمز لجانب من جوانب حياة الإنسان.
يعتبر الفنغ شوي، أو الفنغ شواي نظامًا صينياً من العرافة يقوم على استخدام مبادئ السماء (علم الفلك الصيني)، والأرض لتساعد الفرد على تحسين حياته عن طريق تلقي الطاقة الإيجابية والتي تدعى بالـ (تشي). يدعى المصطلح الأصلي لهذه الفلسفة بالـ كان يو والذي يرتبط بالأرض والسماء معاً.
إن الترجمة الحرفية للفنغ شوي باللغة العربية تعني الريح والماء وهو مسمى حضاري مختصر مأخوذ من كتاب الدفن (كتاب الزانغ شو) للكاتب غوو بوو المنحدر من سلالة جين الشرقية الحاكمة، وتم استخراج ذلك المسمى من هذه العبارة: إن الطاقة الإيجابية للـ تشي تسافر مع الريح وتتناثر لكنها تجتمع مجدداً عند التقائها بالماء. 

تم استخدام الفنغ شوي منذ القدم لتوجيه الأبنية ذات المدلولات الروحانية كالأضرحة وأخرى كالمنازل من أجل الحظ السعيد، أو الطالع الحسن. ويعتمد ذلك على استخدام طريقة معينة من الفنغ شوي، فتحديد الموقع الذي يتسم بحسن الطالع قد يعتمد على الملامح المحلية للموقع نفسه، الجغرافية منها ككمية المياه وأشكاله، أو الفلكية كالنجوم، وقد تعتمد على البوصلة. وقد تم منع ممارسة الفنغ شوي أثناء الثورة الحضارية عام 1960 بالصين وازدادت شعبيته بعد انقاضاء تلك الفترة. 

اتسمت الاستجابات المعاصرة للفنغ شوي باختلافها، فقد صرّحت موسوعة The Skeptic Encyclopedia of Pseudoscience بأن بعض مبادئ الفنغ شوي تميزت بالـ «عقلانية» مع الإشارة إلى أنه «قد تم مزج العلاجات الشعبية والخرافات بمفهوم الفنغ شوي الأصلي والذي يتسم بالانتقائية».

## المحاور التسعة
- الماء = الحياة
- الأرض = العلاقات
- الرعد = الأجداد
- الهواء = الحظ
- الطاقة = الصحة
- الجنة = الأصدقاء
- البحيرة = الإبداع
- الجبل = الحكمة
- النار = البصيرة

## تاريخ الفنغ شوي

### أصوله
في الوقت الحاضر توفر كلاً من حضارة الـ يانغشوا- الواقعة بجانب النهر الأصفر المركزي بالصين- والـ هنغشان الصينية – الواقعة شمال شرق الصين- الأدلة الأولى لأصول الفنغ شوي، وقد اعتمد الفنغ شوي على علم الفلك من قبل اختراع البوصلة المغناطيسية لإيجاد الرابط بين البشر والكون. في عام 4000 قبل الميلاد تحاذت أبواب مساكن منطقة بانبو الأثرية مع مجموعة من النجوم التي تدعى بالـ (يانشي) بعد الانقلاب الشمسي الشتوي مباشرةً معرضة بذلك المنازل إلى الاكتساب الشمسي. أثناء فترة حكم سلالة تشو عُرفت مجموعة نجوم اليانغشي بمجموعة نجوم (دينغ) والتي كانت تشير إلى الوقت المناسب لعمارة العاصمة وذلك بالرجوع إلى (شيجينغ) = (كتاب الأغاني) للشعر التقليدي. واحتوى آخر موقع لحضارة يانغشاو في منطقة داديوان (من عام 3500-300 ق.م.) على مبنى شبيه بالقصر)901(F شيّد بالمركز، ويتجه المبنى نحو الجنوب وتحيط به ساحة عامة كبيرة، ويقع المبنى في محور شمالي جنوبي مع مبنىً آخر والذي بدا أنه كان يقيم نشاطات طائفية، وقد كان المُجمّع يُستخدم من قِبل مجتمعات محلية.

تمّ العثور على قبر في مدينة بويانغ (4000 ق.م.) والذي اتجه نحو المحور الشمالي الجنوبي، واحتوى القبر على خرائط نجوم صينية مصنوعة من الفسيفساء لكل من الكتل النجمية للتنين، والنمر، والمغرفة. إن استقرار شعب لونغشان في لوتايغانغ، ووجود كلاً من الشكلين المربع والدائري على الضريح الموجود في مدينة بويانغ في المراكز الشعائرية لمنطقة هونغشان يشير إلى أن نظرية غيتيان في علم تركيب الكون (و التي تنص على أن السماء مستديرة وأن الأرض مربعة الشكل) قد وُجدت في المجتمع الصيني قبل وقت طويل من ظهورها في عصر الـ تشو بي سوان جينغ.
و قد تم اكتشاف حجر كريم منقوش في معبد هانشان (معبد الجبل البارد) والذي يوضح مدى تشابه علم تركيب الكون والفنغ شوي الشديد من حيث الطرق والنظم. وقد تم تأريخها عام 3000 ق.م. وقام عالم الآثار (سووهينغ) بربط التصميم باسطرلاب (ليورين) للتقويم فلكي، وبوصلة (لوبان) المغناطيسية، وبوصلة الملعقة التي تدعى بـ (زينان زين) الخاصة بالفنغ شوي.

و ابتداءً بالعمارة الفخمة التي وجدت في حضارة (ارليتو)- وهو مجتمع متمدن يُعتبر بداية العصر البرونزي- قامت عواصم الصين باتباع قواعد الفنغ شوي في التصاميم والتخطيطات العمرانية، وتمّ تدوين قوانين الفنغ شوي في كتيب الحِرف اليدوية أثناء عصر التشو بينما دوّنت قواعد البنائين في مخطوطة النجارين والتي تدعى بـ (لو بان جينغ) باللغة الصينية. كما اتبعت الأضرحة والمقابر قواعد الفنغ شوي ابتداءً من محافظة بويانغ حتى منطقة ماوانغدو الأثرية وامتد ذلك إلى مناطق أخرى، في حين أشارت المخطوطات القديمة إلى تشابه قواعد البناء الخاصة بالمقابر والمنازل معاً.

### الآلات والتقنيات المستخدمة قديماً
استمر تاريخ الفنغ شوي 3.500 عاماً من قبل اختراع البوصلة المغناطسية والتي ظهرت أولاً في علم الفلك الصيني. وقد تمّ اكتشاف أن بعض الآلات يعود تاريخها إلى العصر الحجري الحديث بينما تمّ إضافة البعض الآخر في العصور اللاحقة، وخاصة فترة حكم سلالة هان، وتانغ، وسونغ، وسلالة مينغ الحاكمة.

إن التاريخ الفلكي للفنغ شوي يتجلى بوضوح في تطور الآلات والتقنيات المستخدمة. وفقاً لـ تشو لي فإن المؤشر المثلث الشكل الذي يوجد على الساعة الشمسية قد يكون الأداة الأصلية الأولى التي استخدمت في الفنغ شوي، كما استخدم الصينيون النجوم القطبية للتعرف على المحور الشمالي الجنوبي من أجل تحديد مواقع للاستيطان. وتفسر هذه التقنية سبب وقوع قصر تشانغ الذي يقع في عاصمتها التي تدعى بـ (ينشي) عشرة درجات شرقاً من الجنوب. وكما لاحظ بول ويتلي، فقد قام الصينيون في بعض الحالات بشطر الزاوية بين الاتجاهات الخاصة بشروق الشمس وغروبها حتى يتمكنو من إيجاد الشمال، وقامت هذه التقنية بإعطاء محاذاة أكثر دقة لأسوار قصر تشانغ بمقاطعة يانشي ومدينة تشنغتشو عاصمة محافظة خنان. وتحتاج الطقوس التي تمارس أثناء استخدام أدوات الفنغ شوي إلى عرّاف لدراسة حالة ظواهر السماء، وضبط الأداة، وتعديل وضعياتها كما يجب وفقاً للأداة نفسها.
يعتبر إسطرلاب ليورين- والذي يعرف بالـ شي - من أقدم الأمثلة على آلات الفنغ شوي، وهو يتكون من لوح خشبي مطلي ذو حافتين يوضح عليهما الخط الفلكي. وقد تم التنقيب عن أقدم النماذج لإسطرلاب ليورين في مقابر قدّر عمرها بين 278 و209 ق.م. إلى جانب نبوءة (دا ليو رين) وهو تقويم فلكي يدعى أيضاً بالأصول والفروع. وقد تم استخدام الحافتين الموجودتين على الاسطرلاب لتتبع تحركات الـوحدة الأساسية للين واليانغ عبر نجمة القصور التسعة، مع الملاحظة أن العلاما ت الموجودة على الاسطرلاب والبوصلة المغناطيسية تكاد توكن متشابهة. 

لقد تمّ اختراع البوصلة المغناطيسية خصيصاً من أجل الفنغ شوي وتم استخدامها منذ ذلك الحين، وتشتمل الآلات التقليدية للفنغ شوي على الـ لوبان أو (الزين زين) وهي أقدم نموذج من بوصلة الملعقة المشيرة إلى الجنوب، مع العلم أن بإمكان بوصلة تقليدية أن تفي بالغرض إن علم المرء الفرق، وبالإمكان استخدام مسطرة الفنغ شوي والتي تم اختراعها في وقت لاحق.

## الأسس والنظريات
إن الهدف من ممارسة الفنغ شوي في الوقت الحاضر يتمثل في وضع البيئة المبنية من قبل الإنسان في الموقع الصحيح المتسم بالطاقة الإيجابية والـتي تدعى بالـ تشي، ويتميز الموقع المثالي بأنه موقع ومحور زمني.

إن مفهوم الـ (تشي) يلعب دوراً أساسياً في الفنغ شوي ويعني القوة الدافعة القابلة للتعديل الإيجابية منها أو السلبية، وتشير كلمة (تشي) في الفنون القتالية الصينية إلى الطاقة التي ترمز بدورها إلى القوة الدافعة. ويشمل مفهوم الـ تشي في الفنغ شوي كلاً من اتجاه المباني، وعمرها، ومدى تفاعلها مع محيطها البيئي من حيث المناخ المحلي، ومدى انحدار اليابسة، والنباتات، ونوعية التربة.

و ينص كتاب الدفن على أن الدفن يستنفذ الطاقة الحيوية، كما يقول وو ياين في عهد سلالة تشينغ بأن طاقة (تشي) الحيوية اعتادت 
أن تكون في حالة جامدة وهي الحالة التي أوجَدت الحياة باعتقادهم. وبهذا فإن الهدف من الفنغ شوي هو الاستفادة من الطاقة الحيوية عن طريق توجيه القبور والأبنية للوجهة الملائمة.

تُستخدم بوصلة الملعقة في تتبع تيار الـ تشي، في حين تشير البوصلة المغناطيسية إلى الحقل المغناطيسي المحلي والذي يشمل التيارات الناجمة عن الحقل المغناطيسي الناتج عن طقس الفضاء. اقترح البروفيسور ماكس نول في المحاضرة التي ألقاها عام 1951 أن الـ تشي ليس إلا شكلاً من أشكال الإشعاعات الشمية.و بينما يتقلب طقس الفضاء بمرور الزمن، وبينما تستمر قيمة التشي بالزيادة والنقصان بمرور الوقت، تعتبر ممارسة الفنغ شوي باستخدام البوصلة شكلاً من أشكال التنبؤ والذي يقوم بتقييم نوعية البيئة المحلية إلى جانب تأثيرات الطقس الفضائي